# Muzeum Wsi Słowackiej

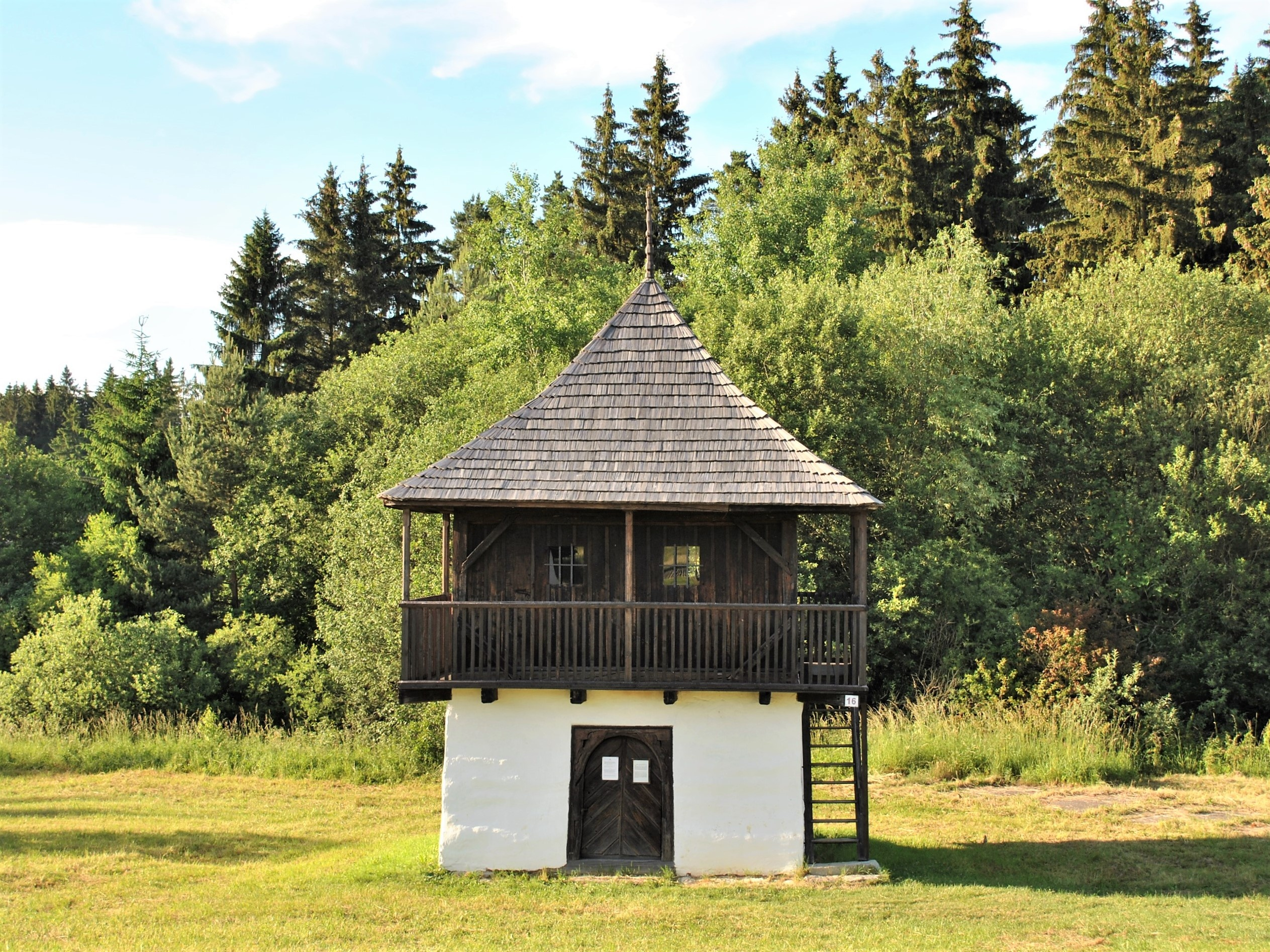

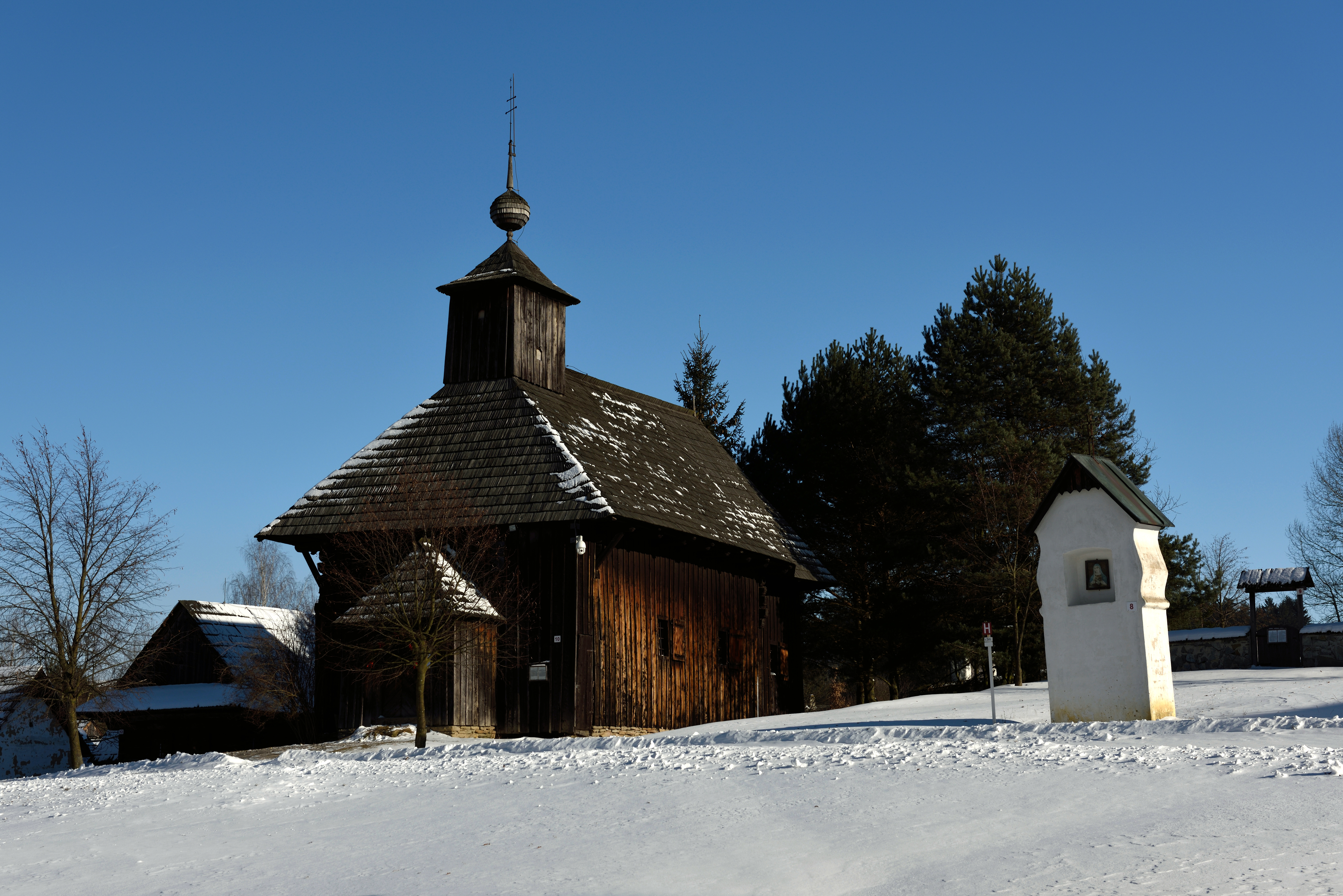

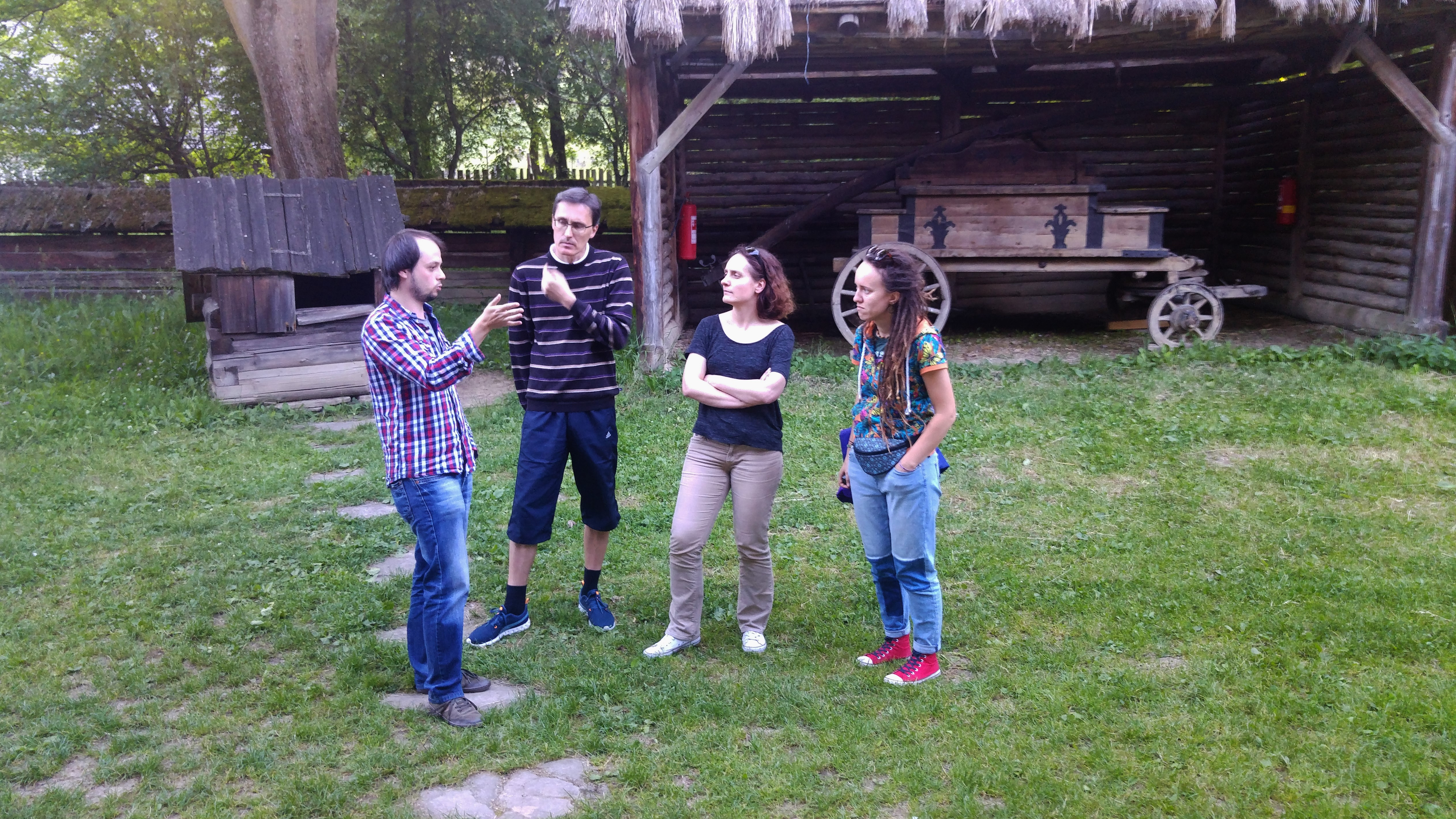
Wikipedyści i muzealnicy-etnografowie podczas rozmowy z pracownikiem skansenu w Martinie.

Muzeum Wsi Słowackiej (słow. Múzeum slovenskej dediny); nieoficjalnieː Skansen w Martinie (słow. Skanzen Martin) –  największy skansen na Słowacji, w Jahodníckych hájoch – części miasta Martin. Podlega Muzeum Etnograficznemu w Martinie, które jest oddziałem Słowackiego Muzeum Narodowego.

## Historia
- 1930-1931 – pierwsze idee skansenuː wynik współpracy architekta Dušana Jurkoviča i dyrektora Słowackiego Muzeum Narodowego, Jana Geryka[2]
- 1943 – przywiezienie pierwszego eksponatu (dzwonnica z Koštian nad Turcom)
- 1964 – 2.04 Narodowa Rada Słowacka podjęła uchwałę o wybudowaniu muzeum
- 1966 – sformułowano etnograficzną koncepcję (Andrej Polonec i Jozef Turzo) i sporządzono architektoniczne plany (D. Majzlik, J. Lichner, M. Bašo, I. Puškár)[3]
- 1968 – 5.11 w Jahodníckych hájoch położono kamień węgielny pod nowe muzeum
- 1972 – 1974 – przewożenie pierwszych obiektów z regionu Orawa
- 1972 – 1985 – budowa sekcji regionu Kysuce – Podjavorníky (Jaworniki)
- 1974 – 1990 – budowa sekcji regionu Liptów
- 1979 – początek budowy sekcji regionu Turiec
- 1991 – początek regularnej sezonowej działalności
- 2004 – od 1.11 całoroczna działalność[4].

## Charakterystyka
Muzeum typu skansenowskiego: na wolnym powietrzu prezentuje etnograficzną ekspozycję budownictwa i życia wiejskiego w północno-zachodniej Słowacji od poł. XIX wieku do poł. XX wieku. Na 15,5 hektara rozlokowane jest 150 budynków mieszkalnych, gospodarczych, sakralnych i innych z regionów: 

### Przykładowe obiekty
- Orawaː dom rodziny Meško ze wsi Vyšný Kubín (1748)
- Liptówː dzwonnica z Trzciany (XVII wiek)
- Kysuceː dom z wioski Klokočov-Hlavice (1882)
- Turiecː kościół św. Stefana z Rudna (1792)[5].

Na terenie skansenu odbywają się wydarzenia kulturalno-społeczne.

## Galeria

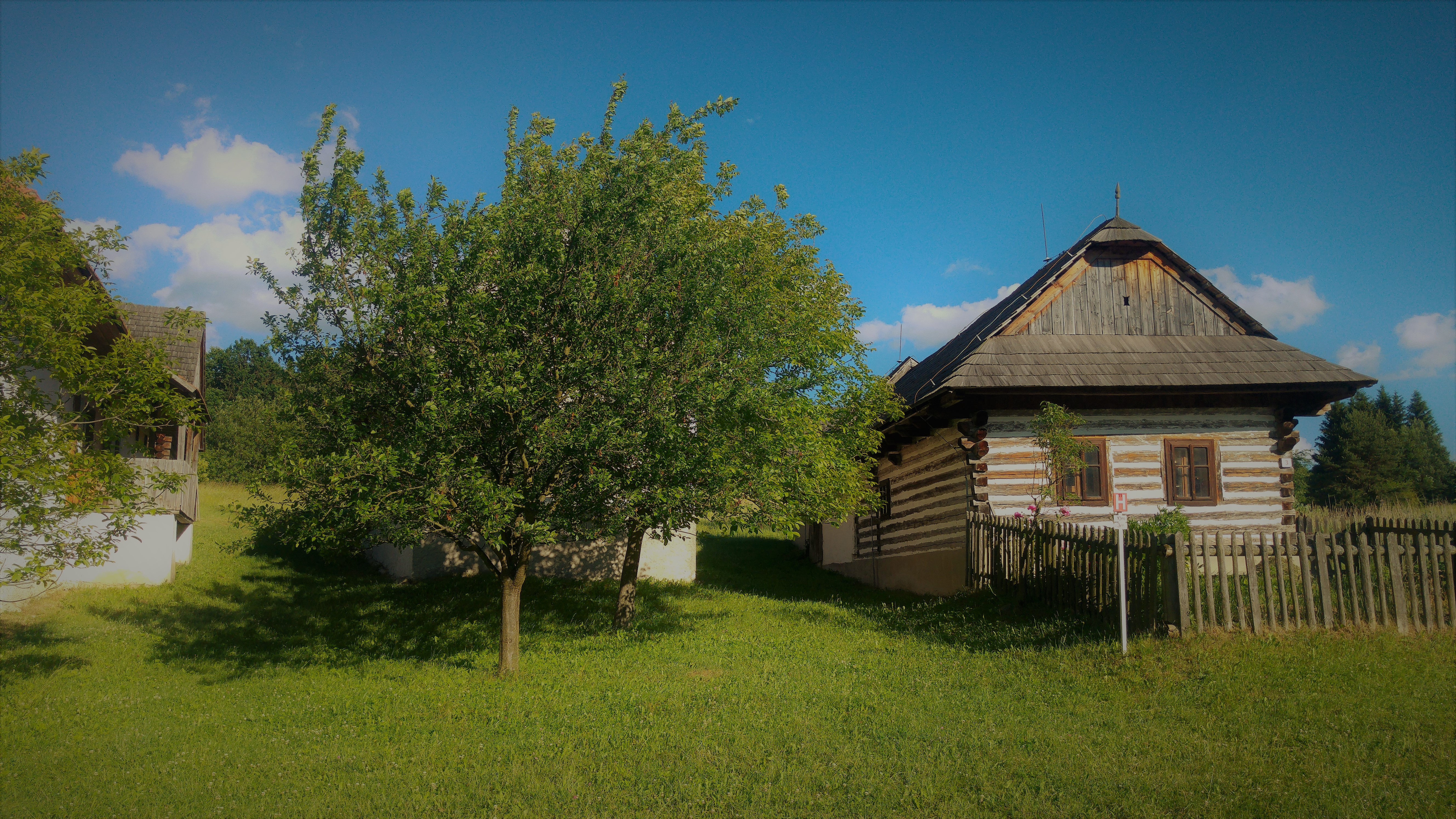
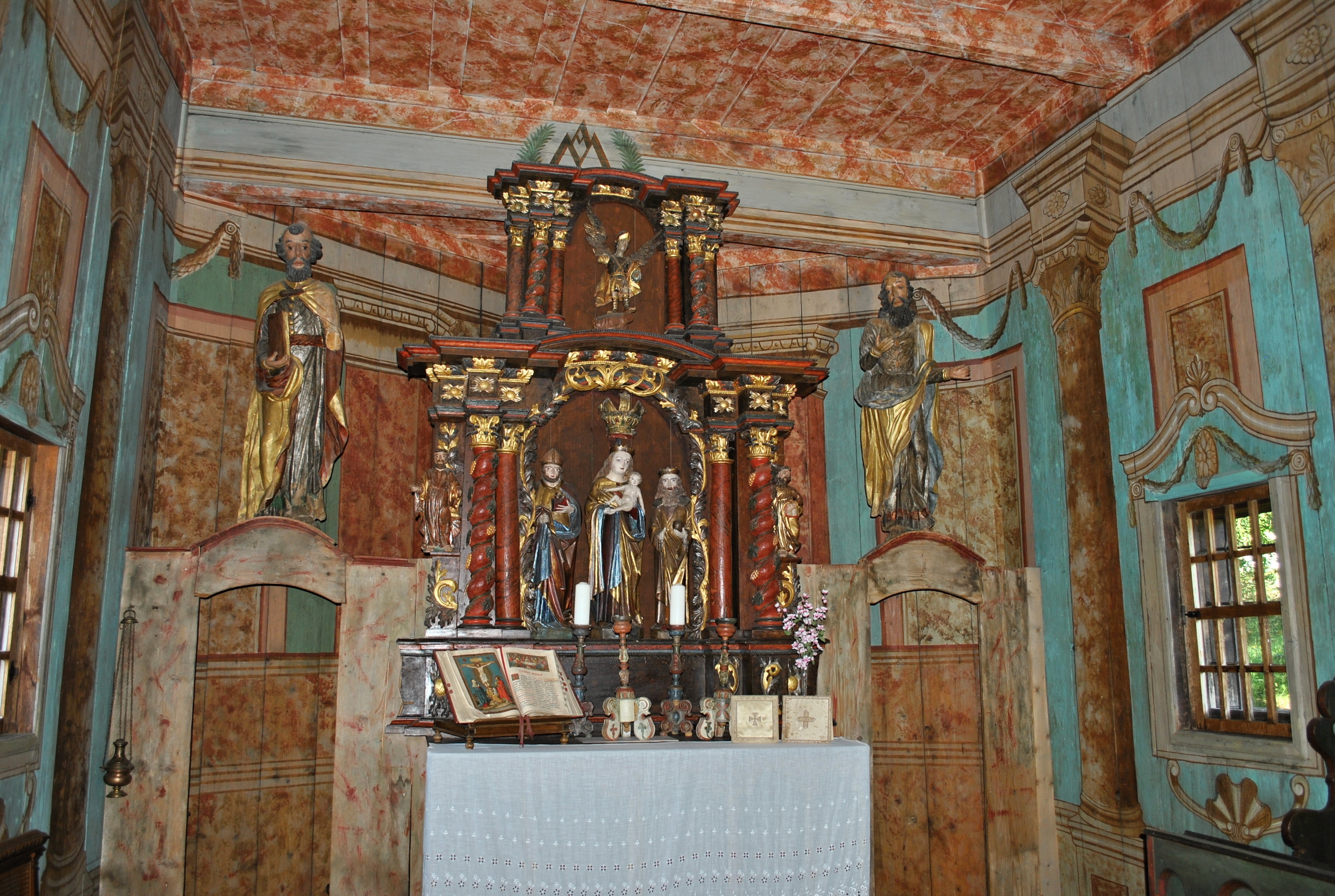
Wnętrze kościoła z Rudna
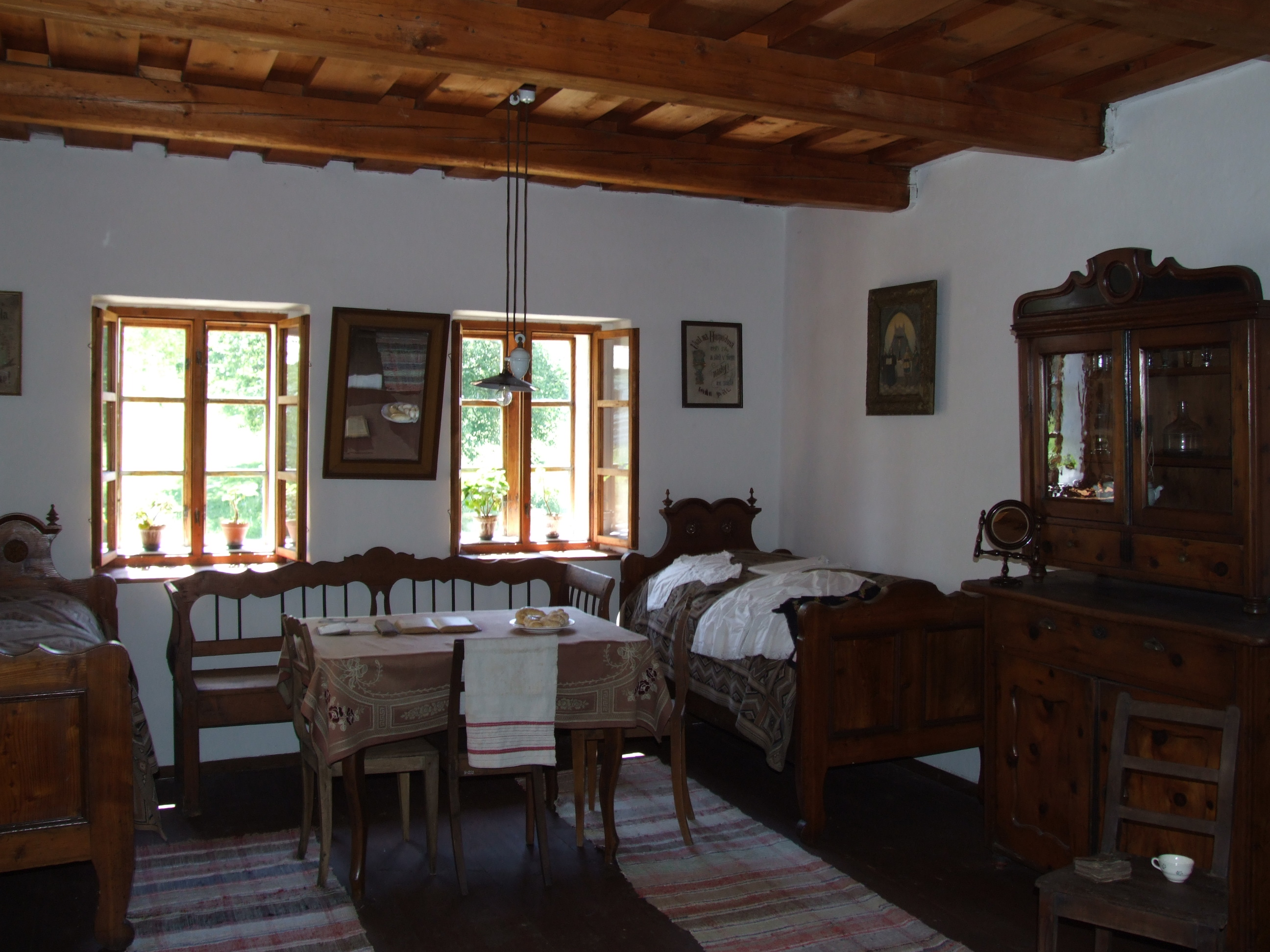
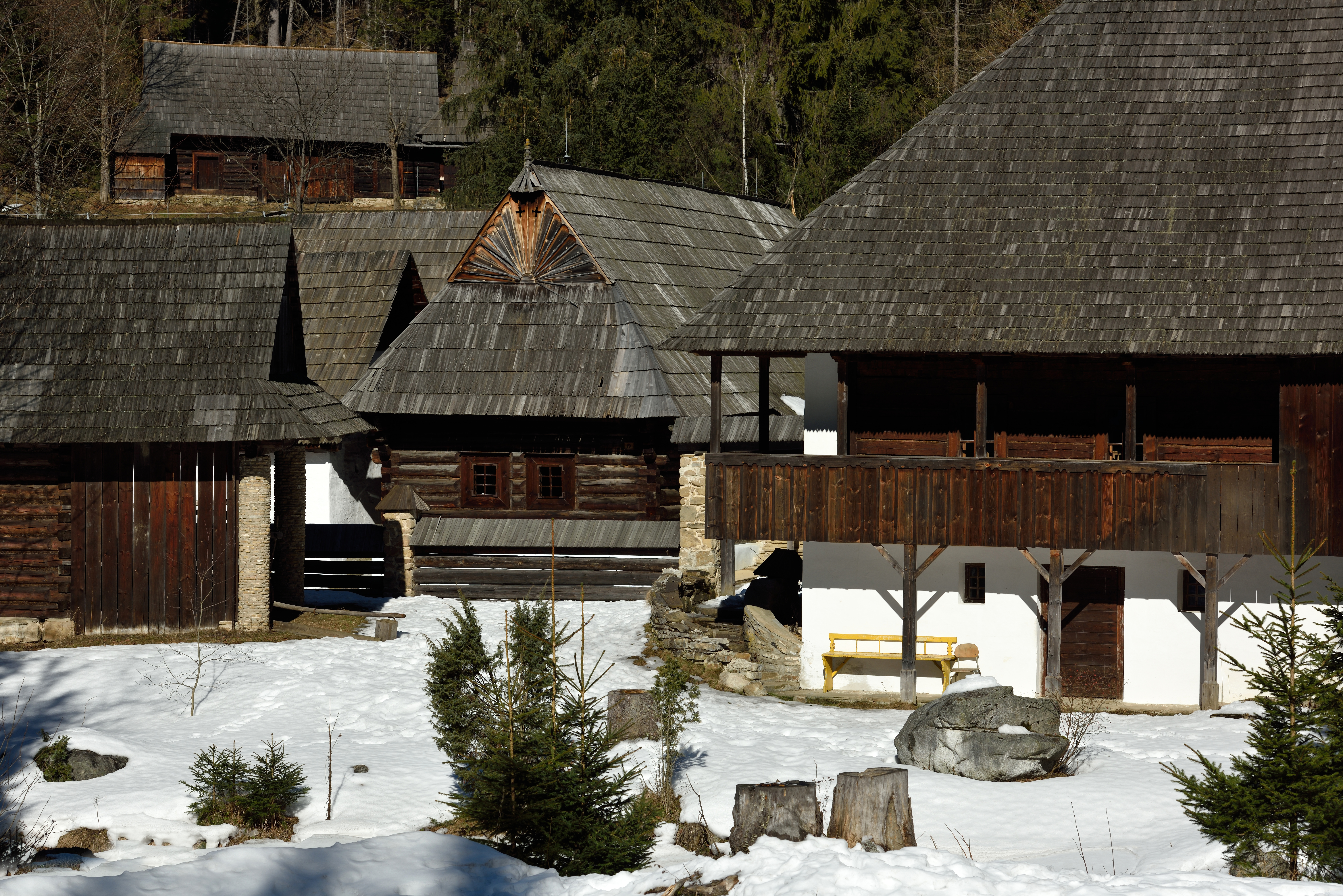
Zabudowania z regionu Orawy
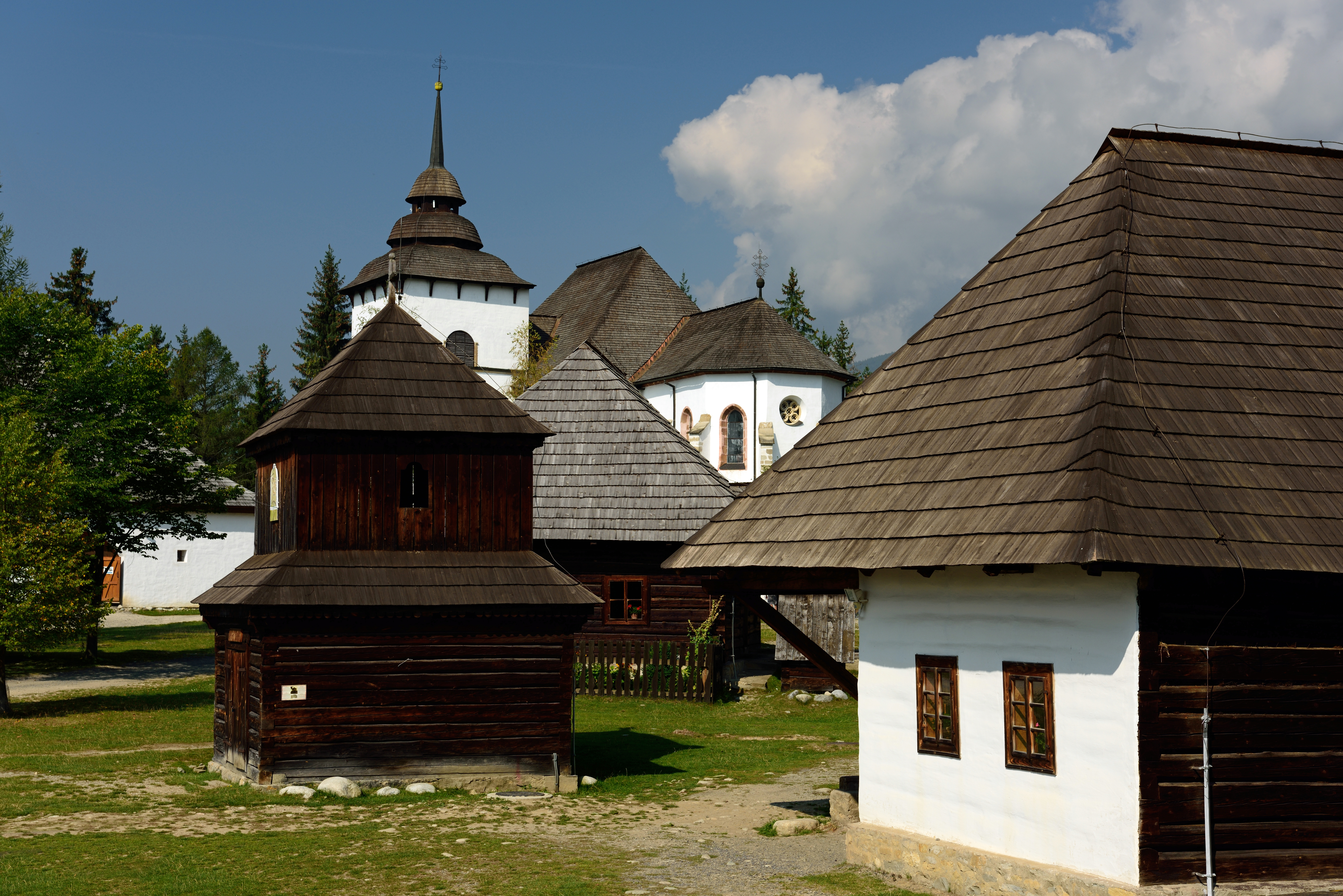
Zabudowania z rejonu Liptowa
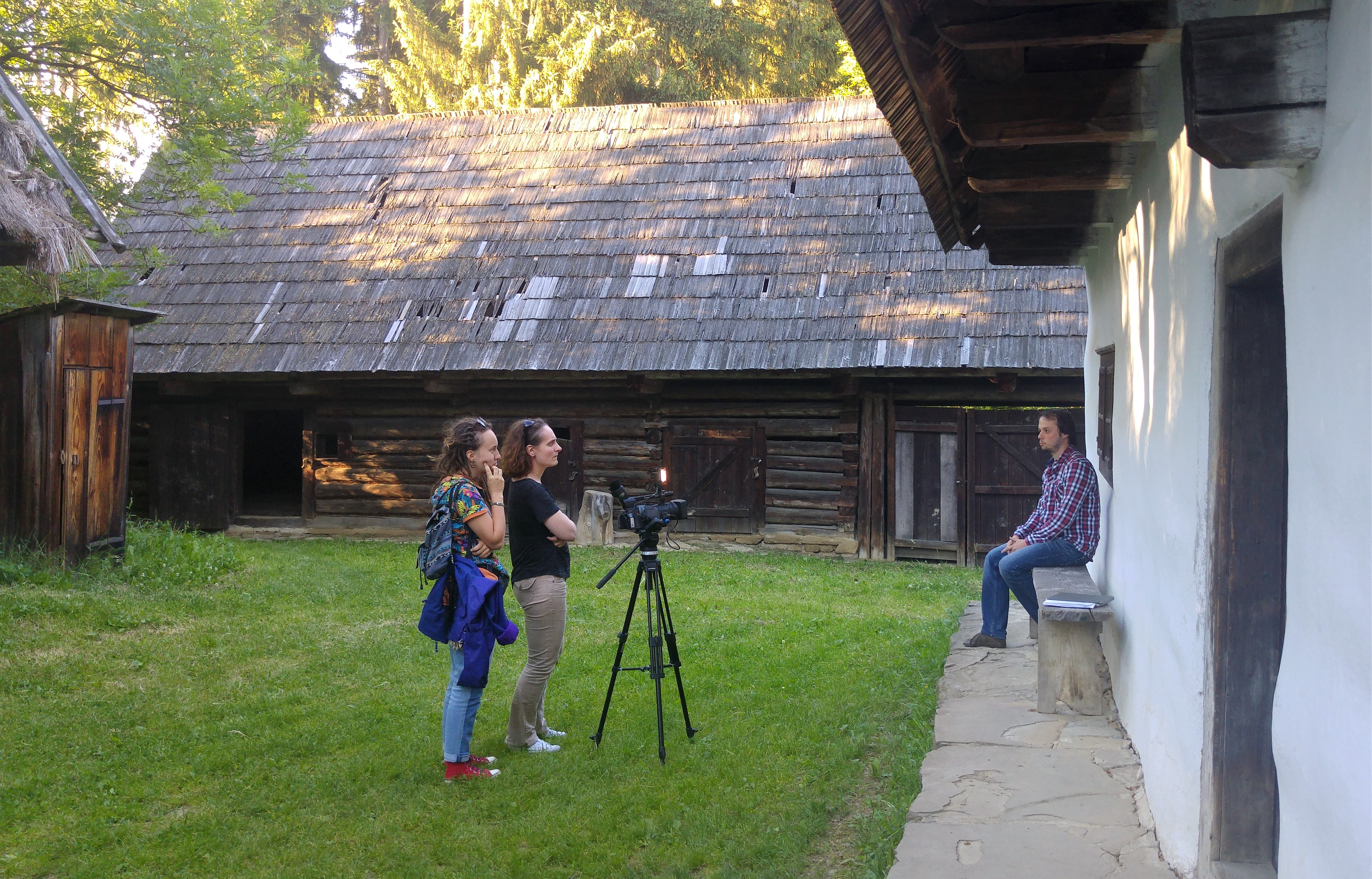
Wywiad z pracownikiem skansenu
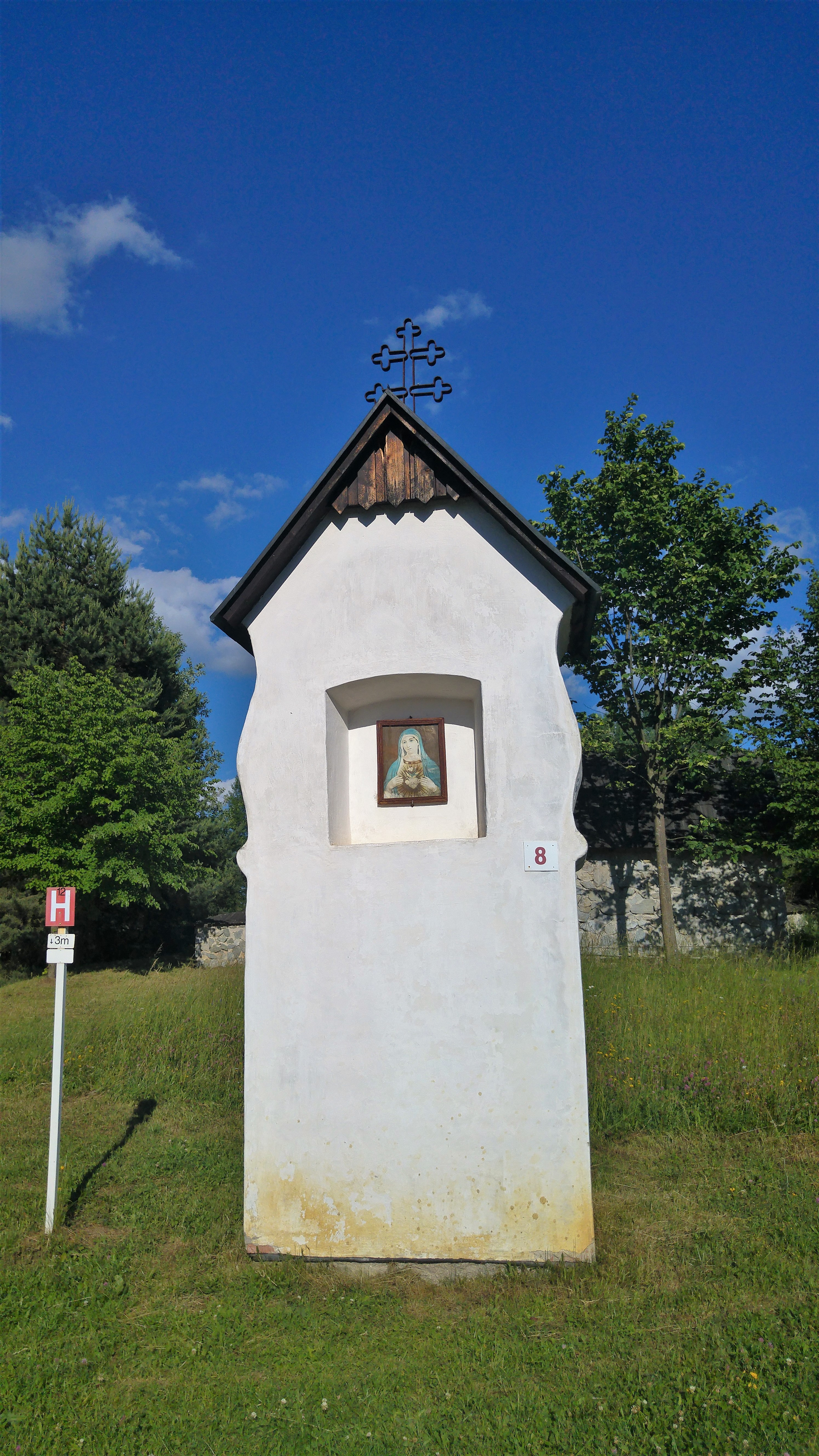